# Zesticelus
Zesticelus és un gènere de peixos pertanyent a la família dels còtids.

## Taxonomia
- Zesticelus bathybius (Günther, 1878)[2][3]
- Zesticelus japonicus (Oshima, 1957)[4]
- Zesticelus ochotensis (Yabe, 1995)[5]
- Zesticelus profundorum (Gilbert, 1896)[6][7][8][9][10][11]